# Je viens du sud
Pistes de Les Lacs du Connemara
Être une femme Les Noces de mon père
Je viens du sud est une chanson de Michel Sardou parue en 1981 sur l'album Les Lacs du Connemara. Il s'agit de la face B de la chanson ayant donné son nom à celui de l'album.

## Historique
Michel Sardou a intégré la chanson dans les concerts Vivant 83, Concert 85, tournée d'été 1993 et ceux de 2012-2013, dans lesquels il l'interprète avec Les Stentors, lors de son passage au Palais omnisports de Paris-Bercy.

## Reprises
La chanson, quelque peu oubliée depuis sa sortie en 1981, a notamment été reprise par Chimène Badi en 2004 sur son album Dis-moi que tu m'aimes. Sortie en single l'année suivante, elle connaît un grand succès et se classe no 2 au Top 50.
Elle a aussi été interprétée par Grégory Lemarchal et Tina lors de la quatrieme saison de Star Academy, année où Michel Sardou était le parrain de cette édition.